# Okan Aydın
Okan Aydın (Leverkusen, 8 mei 1994) is een Turks-Duits voetballer die doorgaans speelt als rechtsbuiten. In juli 2025 verruilde hij DSV Leoben voor FC Dornbirn.

## Carrière
Aydın speelde in de jeugd voor de Duitse amateurclub SV 07 Setterich, voordat hij zich in 2002 besloot aan te sluiten bij de opleiding van Bayer Leverkusen. In de zomer van 2012 stroomde de Duitse Turk door naar de beloften, waarvoor hij dat seizoen 26 wedstrijden zou spelen en tot vijf doelpunten zou komen. Op 20 oktober van dat jaar mocht de rechtsbuiten debuteren voor het eerste elftal, toen hij tijdens het met 2–2 gelijkgespeelde thuisduel tegen 1. FSV Mainz 05 in de tweede helft mocht invallen voor Simon Rolfes.
In de zomer van 2013 besloot Aydın om zijn geboorteland achter zich te laten; hij ondertekende bij het Turkse Eskişehirspor een driejarige verbintenis. Na een jaar en slechts één optreden in de Süper Lig keerde hij terug naar Duitsland, waar hij voor Rot-Weiß Erfurt ging spelen. Bijna honderd competitieduels later verkaste hij in 2017 naar Chemnitzer FC. Hier speelde hij één jaar, waarna hij een halfjaar zonder club zat. In januari 2019 werd Viktoria Berlin zijn nieuwe werkgever. Deze club verhuurde hem direct aan Austria Klagenfurt. De Oostenrijkse club nam hem na afloop van de verhuurperiode definitief over. In het seizoen 2019/20 maakte hij twaalf competitiedoelpunten, waarop Jiangxi Beidamen hem overnam. Hier vertrok hij echter na een dag weer.
In januari 2021 tekende hij voor een jaar bij Wacker Innsbruck. Een jaar later tekende Aydın voor twee jaar bij TSV Hartberg. Ruim een jaar later haalde Debrecen hem naar Hongarije. Vanaf de zomer van 2023 zat Aydın zonder club, waarna hij in februari 2024 voor Schwarz-Weiß Bregenz tekende. Een half seizoen later verkaste hij naar DSV Leoben. FC Dornbirn nam Aydın in juli 2025 over.